# Donny Huijsen
Donald (Donny) Caspar Huijsen (Amsterdam, 25 oktober 1973) is een voormalig Nederlands voetballer. Hij is de vader van Spaans international Dean Huijsen.

## Carrière
Huijsen begon zijn voetbalcarrière bij amateurclub DWS. In 1993 werd hij gescout door Ajax. In zijn eerste jaar zou hij in het tweede elftal spelen met spelers als Patrick Kluivert en Clarence Seedorf. Voor Ajax speelde Huijsen slechts één officiële wedstrijd in het eerste elftal, in deze wedstrijd om de Nederlandse Supercup 1993 werd rivaal Feyenoord verslagen met 4-0. Een doorbraak bij Ajax zit er niet in, hij moet onder andere Patrick Kluivert voor zich dulden. In de winterstop wordt hij verhuurd aan Go Ahead Eagles in Deventer. In zijn eerste thuiswedstrijd voor Go Ahead Eagles op 6 maart 1994 scoort hij prompt tegen Feyenoord, dat gelijkspeelde in Deventer en de titel mede daarom aan Ajax moet laten.
Hierna wordt Huijsen verhuurd aan Haarlem in de eerste divisie. Voor Haarlem scoort hij in 33 wedstrijden 22 treffers en verwerft de bijnaam Maradonny. Vervolgens wordt hij door Ajax verkocht aan AZ, dat hem in 1996 verhuurde aan MVV. Bij de club uit Maastricht speelde hij 11 wedstrijden en scoorde hij een keer. In 1997 vertrekt hij bij de Alkmaarse club. Hierna speelt hij nog een periode als amateur bij AFC.